# Sergej Kisel'
Sergej Aleksandrovič Kisel' (in russo Сергей Александрович Кисель?; Qyzylorda, 27 marzo 1971) è un generale russo, comandante della 1ª Armata corazzata delle guardie dal 2018 al marzo 2022 e in seguito responsabile delle truppe russe in Siria.

## Biografia
Kisel' è nato il 27 marzo 1971 a Qyzylorda, capoluogo dell'omonima regione dell'allora RSS Kazaka.

### Carriera militare
Dopo essersi diplomato alla Scuola superiore per carristi di Tashkent, nel 1993 è stato assegnato ad una brigata fucilieri motorizzata come comandante di un plotone carri. In seguito ha ricoperto la carica di vice comandante di reggimento e comandante del Centro addestramento del Distretto militare siberiano, diplomandosi anche presso l'Accademia interforze delle forze militari russe nel 2003.
Nel 2010 è stato nominato comandante della 19ª Brigata fucilieri motorizzata ricoprendo questo ruolo fino al 2014, quando è stato iscritto all'Accademia militare dello stato maggiore generale russo. Durante questo periodo è stato elevato a maggior generale nel giugno 2013.
Avendo conseguito il diploma presso l'Accademia, nel settembre 2016 è stato nominato primo vice comandante e capo di stato maggiore della 20ª Armata combinata dell'allora Distretto militare occidentale. Sempre nel 2016 ha ricoperto il ruolo di comandante delle truppe russe nella città siriana di Aleppo durante la guerra civile del paese.
Nell'aprile 2018 è stato nominato comandante della 1ª Armata corazzata delle guardie. Poco meno di due anni dopo, il 2 febbraio 2020 l'ufficiale è stato promosso al grado di tenente generale.

#### Guerra russo-ucraina
Al comando della 1ª Armata corazzata Kisel' ha preso parte all'invasione russa dell'Ucraina; sotto la sua guida la 2ª, 4ª e 47ª Divisione dell'armata hanno operato nell'area fra Charkiv e Sumy, mentre un'altra parte si è diretta verso la capitale ucraina di Kiev. Nel corso del marzo 2022 le forze ucraine sono riuscite a raggiungere le retrovie dell'armata, causando così il collasso dell'intero fronte russo che si estendeva dal confine ucraino verso Kiev. Per i fallimenti della sua formazione Kisel' è stato rimosso dal suo incarico.

#### Siria
Nel 2024 il generale è stato trasferito in Siria per dirigere il contingente militare russo nel paese. Alla fine del mese di novembre l'opposizione siriana ha iniziato un'offensiva contro la città di Aleppo, riuscendo ad occuparla in pochi giorni incontrando scarsa resistenza da parte delle forze regolari siriane e di quelle russe; Dopo la caduta della città Kisel' è stato sostituito dal colonnello generale Aleksandr Čajko.